# Southport (Indiana)
Southport es una ciudad ubicada en el condado de Marion en el estado estadounidense de Indiana. En el Censo de 2010 tenía una población de 1.712 habitantes y una densidad poblacional de 1.052,56 personas por km².

## Geografía
Southport se encuentra ubicada en las coordenadas 39°39′36″N 86°7′2″O / 39.66000, -86.11722. Según la Oficina del Censo de los Estados Unidos, Southport tiene una superficie total de 1,63 km², de la cual 1,63 km² corresponden a tierra firme y (0%) 0 km² es agua.

## Demografía
Según el censo de 2010, había 1.712 personas residiendo en Southport. La densidad de población era de 1.052,56 hab./km². De los 1.712 habitantes, Southport estaba compuesto por el 94,1% de blancos, el 1,81% eran afroamericanos, el 0,12% eran amerindios, el 1,05% eran asiáticos, el 0% eran isleños del Pacífico, el 1,75% eran de otras razas y el 1,17% pertenecían a dos o más razas. Del total de la población, el 3,45% eran hispanos o latinos de cualquier raza.